# Okalea

Karte des antiken Böotien

Okalea (altgriechisch Ὠκαλέα oder Ὠκάλεια; lateinische Form Ocalea) war eine antike griechische Stadt. Sie lag im mittleren Böotien und unterstand der Stadt Haliartos.
Die Stadt wurde bereits im Schiffskatalog in der Ilias erwähnt. Okalea lag am gleichnamigen Fluss zwischen Haliartos und Alalkomenai und war 30 Stadien – also etwa 5,5 Kilometer – von beiden Städten entfernt. Rhadamanthys soll, nachdem er Alkmene, die Witwe des Amphitryon, geheiratet hatte, hier gewohnt haben. Hier soll er auch Herakles den Umgang mit dem Bogen gelehrt haben. In den Homerische Hymnen wird Okalea als türmebewehrt beschrieben.
Die genaue Lage der Stadt konnte bisher nicht eindeutig geklärt werden. Sie lag in der Nähe der heutigen Orte Petra und Ypsilantis. John M. Fossey vermutete, dass Okalea südlich bei dem Kloster Evangelistra lag.